# Ife Holmes
Claude Holmes, detto Ife (Warren, 15 agosto 1905 – Fort Wayne, 27 gennaio 1985), è stato un cestista statunitense, professionista nella NBL.

## Carriera
Giocò per una stagione nella NBL, disputando 15 partite con 2,7 punti di media.